# Alethorpe
Alethorpe var en civil parish 1858–1935 när det uppgick i Little Snoring, i grevskapet Norfolk i England. Civil parish var belägen 3 km från Fakenham och hade 1 invånare år 1931. Byn nämndes i Domedagsboken (Domesday Book) år 1086, och kallades då Alatorp.